# Procotes diminuta
Procotes diminuta är en fjärilsart som beskrevs av Walker 1854. Procotes diminuta ingår i släktet Procotes och familjen bastardsvärmare. Inga underarter finns listade i Catalogue of Life.